# L'Isle-Jourdain, Gers
L'Isle-Jourdain este o comună în departamentul Gers din sudul Franței. În 2009 avea o populație de 7.296 de locuitori.

## Evoluția populației
| An        | 1975  | 1982  | 1990  | 1999  | 2006  | 2009  |
| --------- | ----- | ----- | ----- | ----- | ----- | ----- |
| Populație | 4.195 | 4.358 | 5.029 | 5.560 | 6.471 | 7.296 |

## Personalități
- Claude Augé (1854-1924), pedagog, editor și lexicograf francez s-a născut la L'Isle-Jourdain.